# Gal·lès Patagó

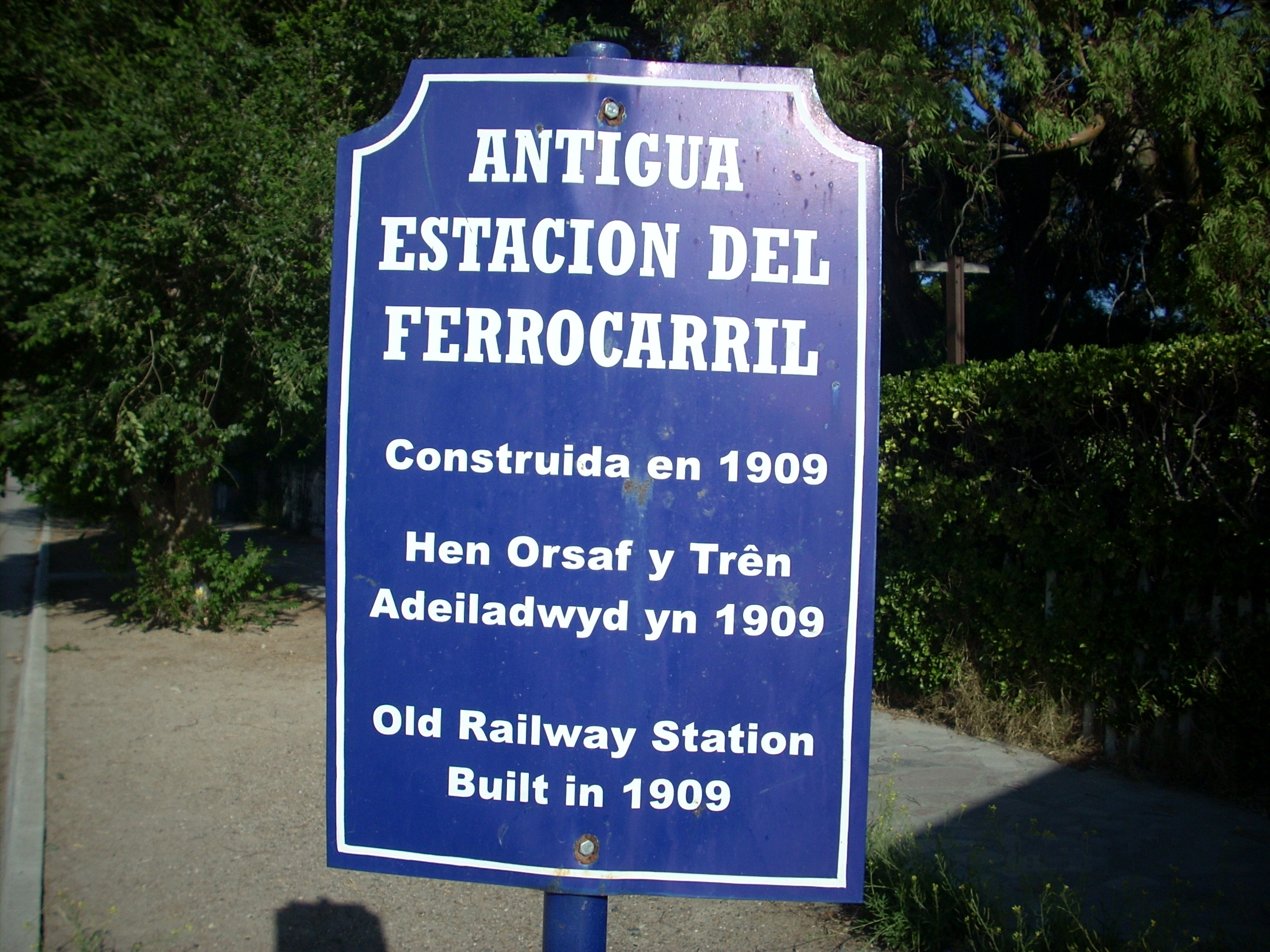
Senyal trilingüe a Gaiman, Chubut

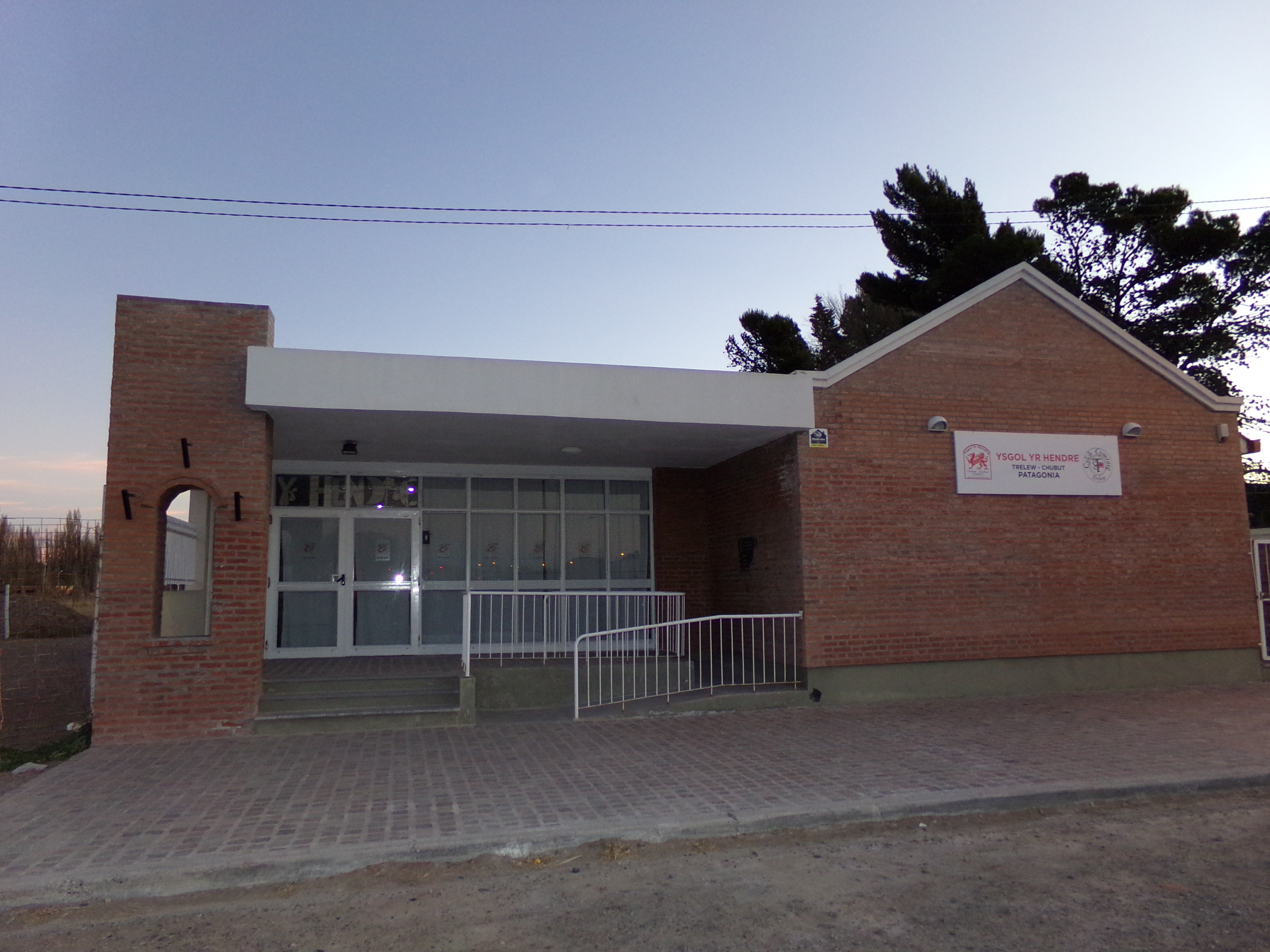
Ysgol yr Hendre, Patagònia, Escola de llengua gal·lesa.

El gal·lès patagó (gal·lès: Cymraeg y Wladfa) és una varietat de la llengua gal·lesa parlada a Y Wladfa, l'assentament gal·lès en la Patagònia, Província de Chubut, Argentina. El sistema numeral decimal utilitzat al gal·lès modern es va originar a la Patagònia en els anys setanta del s.XIX, i fou subsegüentment adoptat a Gal·les en 1940s en contrapartida al més complexe i tradicional sistema vigesimal, el qual encara hi sobreviu.
Els mestres en llengua gal·lesa són enviats a ensenyar-la i formar tutors locals. La llengua gosa de cert prestigi, fins i tot entre aquells que no descendeixen de colons gal·lesos. Els projectes i l'educació en gal·lès són, principalment, finançats pel Govern Gal·lès, Consell Britànic, la Universitat de Cardiff i l'Associació argentinogal·lesa. Al 2005, hi havia 62 aules amb el gal·lès com a llengua vehicular i se'n va poder cursar una assignatura a dues escoles primàries i dues universitats de la regió de Gaiman. A més, es té constància d'una escola bilingüe castellà-gal·lès, Ysgol yr Hendre situada a Trelew, i una universitat localitzada en Esquel. Al 2016, hi havia tres escoles primàries bilingües castellà-gal·lès a tota la Patagònia.
El gal·lès patagó s'ha desenvolupat com un dialecte distint, diferent dels diversos dialectes propis del País de Gal·les; tanmateix, els parlants de Gal·les i la Patagònia son capaços de comunicar-se sense massa problema. Molts topònims per tota la Vall de Chubut son d'origen gal·lès.
En total, unes 1,220 persones van mamprendre cursos de llengua gal·lesa a la Patagònia al 2015.
Les antigues festivitats culturals, musicals i poètiques, Eisteddfod, han estat reviscudes, tot i que ara són bilingües en gal·lès i castellà.

## Història
Els colons gal·lesos van arribar a la Patagònia al 1865. Emigraven per protegir la seua llengua i cultura gal·lesa nativa, les quals van estar amenaçades en el seu país d'origen, Gal·les. Amb els anys, l'ús de la llengua ha disminuit i hi ha hagut relativament poc contacte entre Gal·les i el la Vall de Chubut. La situació va començar a canviar quan molts gal·lesos van visitar la regió a 1965 per celebrar el centenari de la fundació colonial; des de llavors, el nombre de visitants gal·lesos ha augmentat.
En els anys 1945 i 1946. el Servei Mundial de la BBC va retransmetre espectacles radiofònics en gal·lès a la Patagònia.
Durant la repatriació de tropes argentines de la Guerra de les Malvines a 1982, l'Armada Mercant Britànica i els Guardians Gal·lesos van conèixer un soldat argentí que parlava gal·lès. Les tropes retingudes van ser desembarcades a Puerto Madryn.
En 2004, els parlants de gal·lès a l'Argentina van demanar al govern de Gal·les que els proveïra amb programes de la televisió gal·lesa per animar la supervivència i creixement del gal·lès a la Patagònia.

## Vocabulari
El dialecte conté adaptacions locals del castellà, desconeguts als dialectes britànics. Per exemple, mynd i baseando deriva de paseando en castellà. Es considera que baseando és una mutació de paseando.
| Gal·lès patagó     | Gal·lès (Gal·les)                                         | Anglès                      | Castellà rioplatense      |
| ------------------ | --------------------------------------------------------- | --------------------------- | ------------------------- |
| Singlet            | Fest                                                      | Vest                        | chaleco                   |
| Poncin             | Pwmpen                                                    | pumpkin                     | zapallo                   |
| Mynd i baseando    | Mynd am dro                                               | to go for a walk            | ir de paseo / ir paseando |
| Corral             | Corlan                                                    | sheepfold, corral           | corral                    |
| Siarad drwy'r ffôn | Siarad ar y ffôn                                          | to talk on the phone        | hablar por teléfono       |
| Pasiwch            | Dewch i mewn                                              | Enter! / Come in!           | ¡Pase!                    |
| Tan tro nesaf      | Hwyl fawr                                                 | Goodbye                     | Hasta la próxima          |
| Allan              | Mâs (Gal·les Sud), allan (Gal·les Nord)                   | out                         | fuera                     |
| Cur pen            | Pen tost (Gal·les Sud), cur pen (Gal·les Nord)            | headache                    | dolor de cabeza           |
| Fo                 | Fe (Gal·les Sud), fo (Gal·les Nord)                       | him                         | él                        |
| Fyny               | Lan (Gal·les Sud), fyny (Gal·les Nord)                    | up                          | arriba                    |
| Nain a thaid       | Mamgu a thadcu (Gal·les Sud), nain a thaid (Gal·les Nord) | Grandmother and Grandfather | abuela y abuelo           |
| Ffwrn              | Ffwrn (Gal·les Sud), popty (Gal·les Nord)                 | oven                        | horno                     |
| Llaeth             | Llaeth (Gal·les Sud), llefrith (Gal·les Nord)             | milk                        | leche                     |
| March              | March (Gal·les Sud), stalwyn (Gal·les Nord)               | stallion                    | caballo                   |
| Costio             | N/a                                                       | to be difficult for someone | costar                    |

## Galeria del gal·lès en la Patagònia

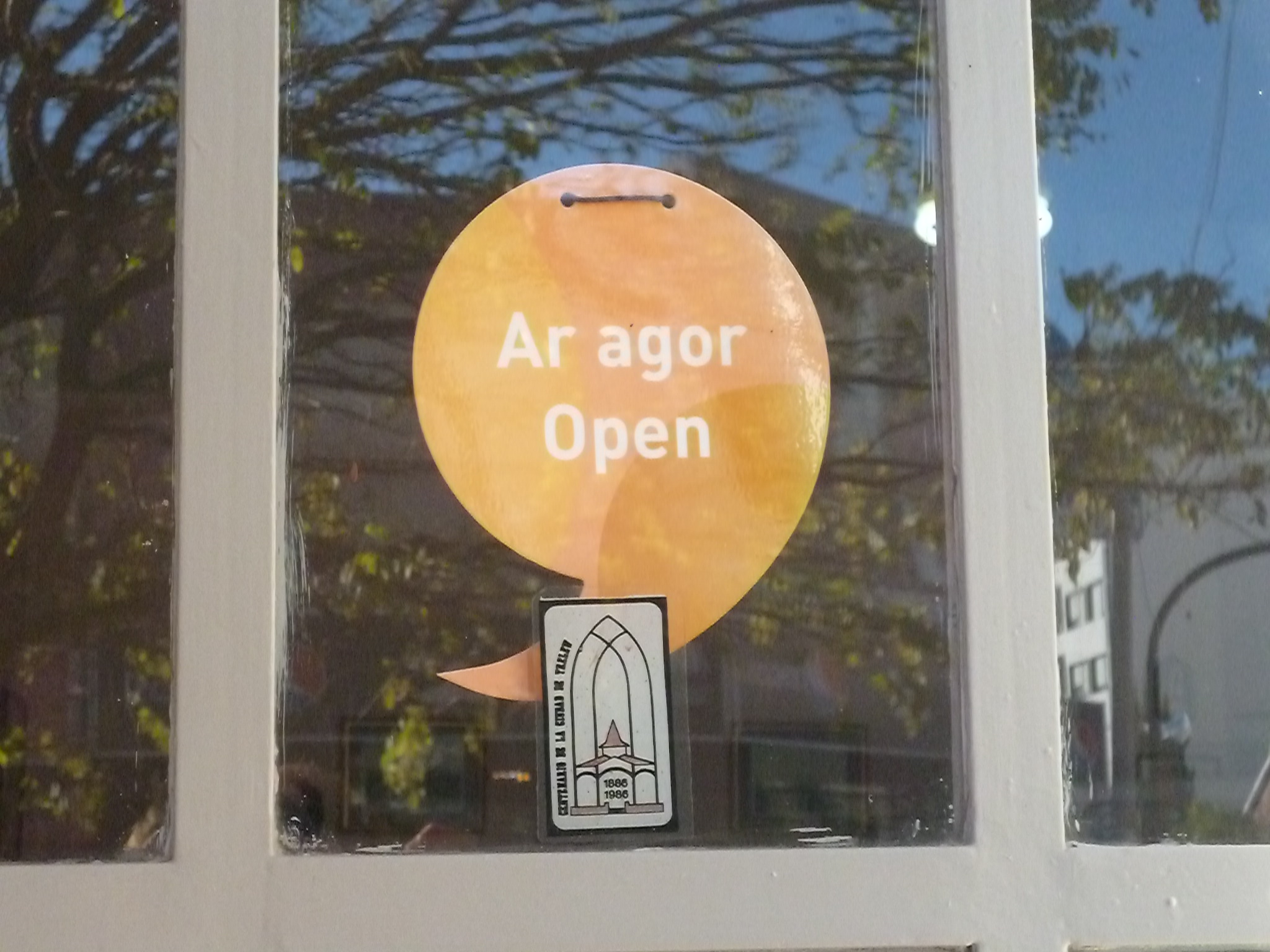
Ar agor / Open en gal·lès i anglés en Trelew.
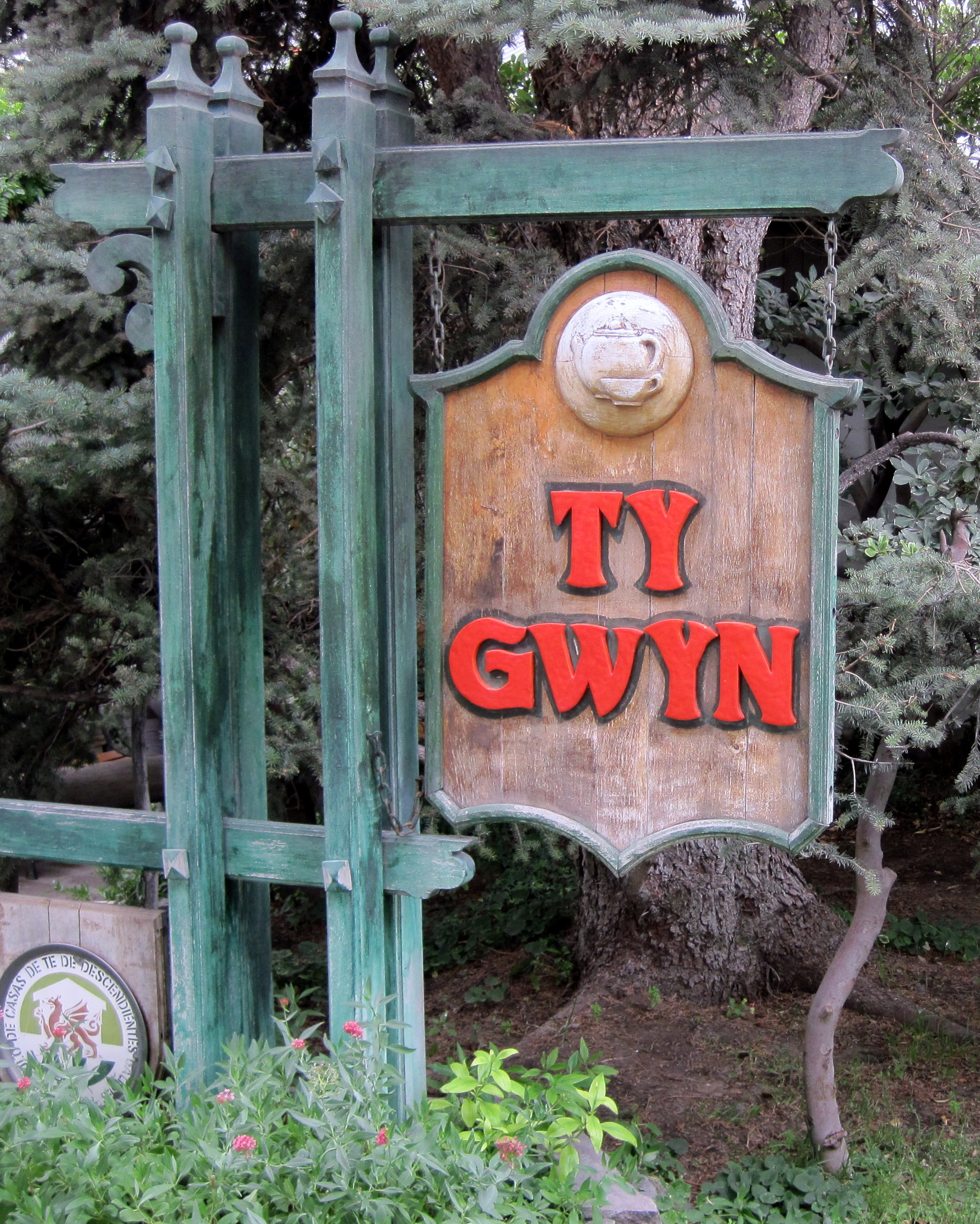
Casa del té en Gaiman.
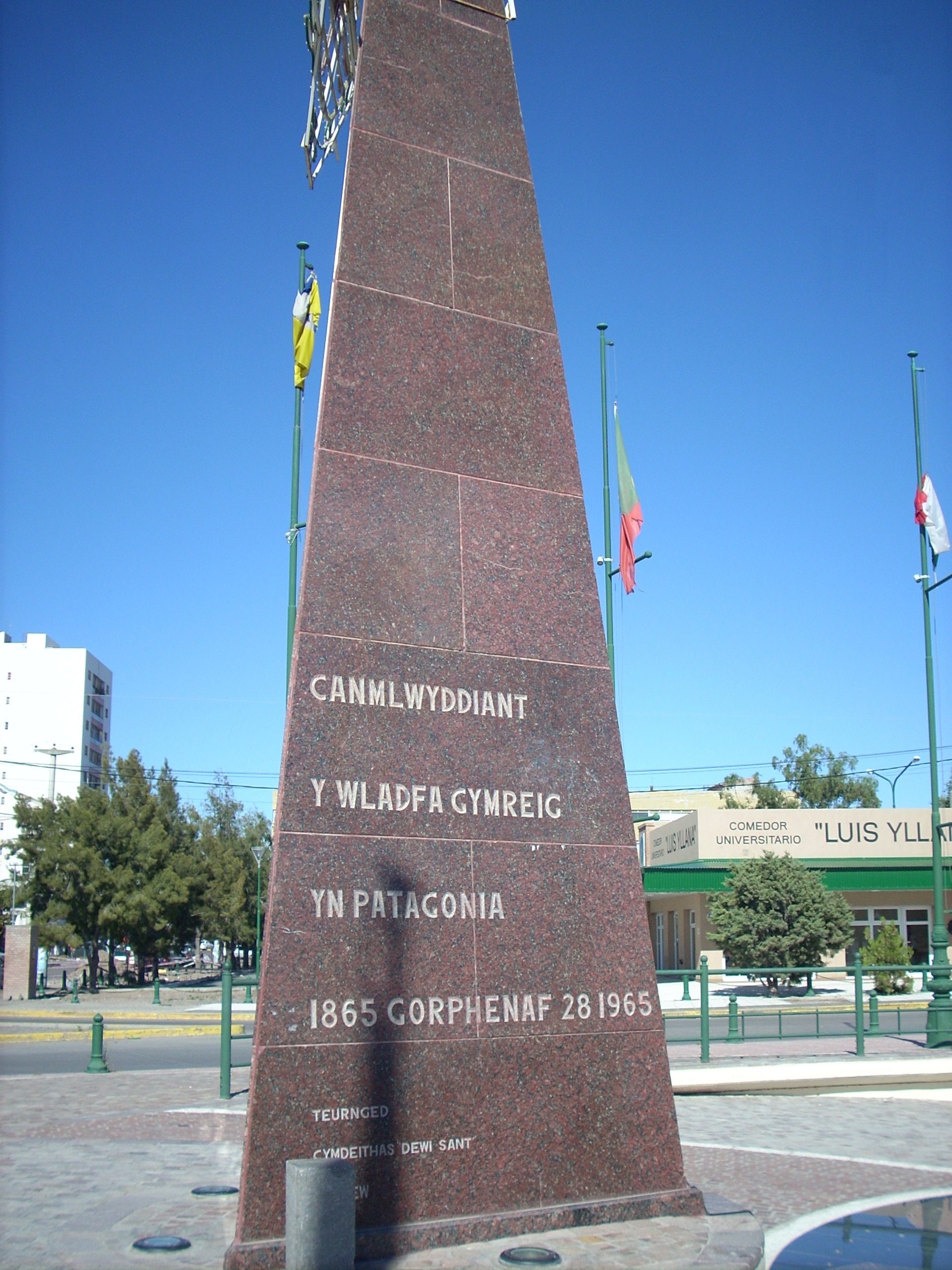
Memorial per la commemoració del centenari de l'assentament gal·lès en Trelew.
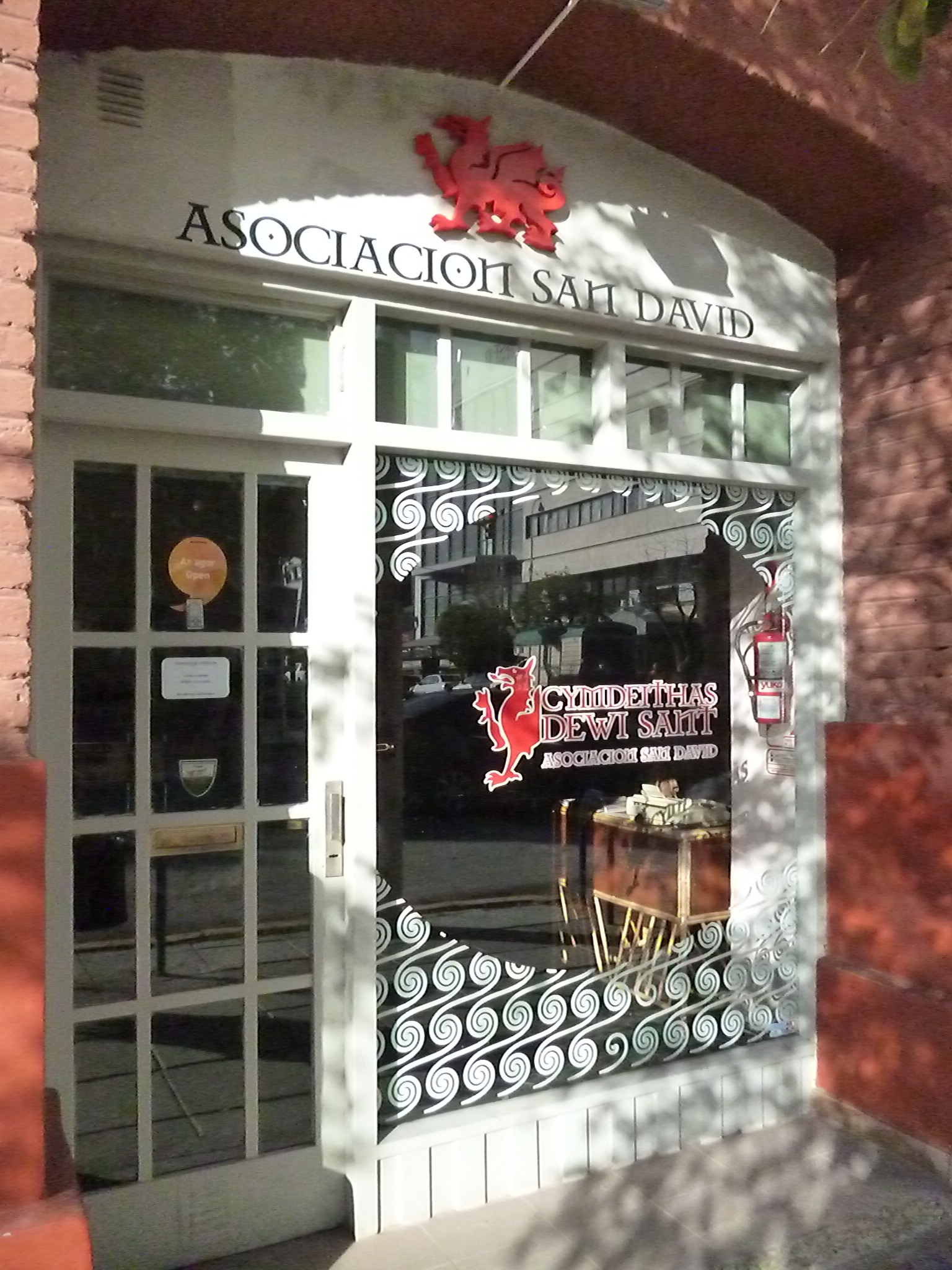
Associació St. David, Trelew.
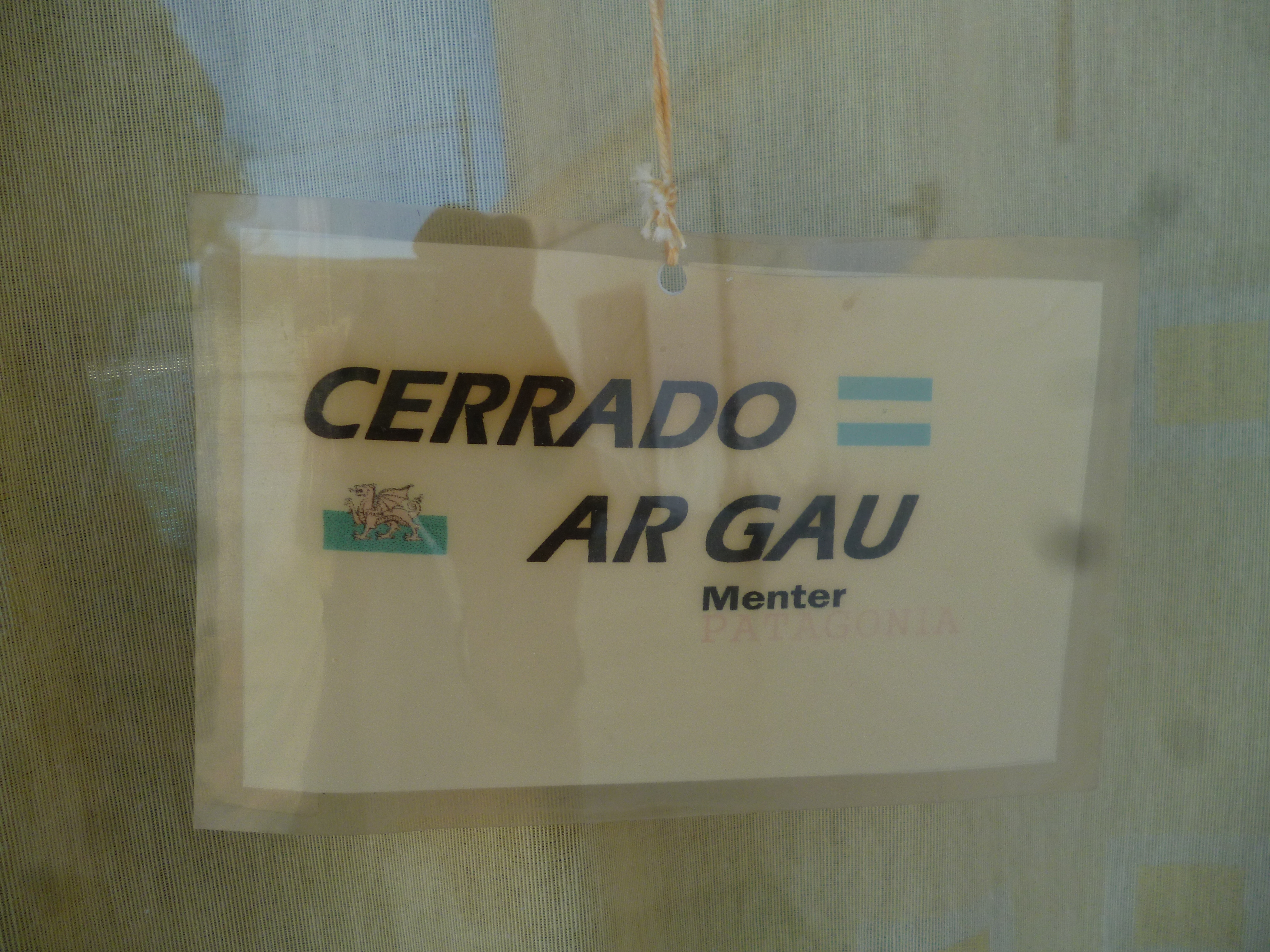
Tancat (castellà: Cerrado) / Ar Gau, Puerto Madryn.